# Mantillica nigricans
Mantillica nigricans (лат.) — вид мирмекоморфных богомолов из семейства Thespidae, единственный в рода Mantillica. Южная Америка. Впервые описанный в 1889 году этот сходный с муравьями богомол был повторно обнаружен и переописан лишь спустя сто лет (Agudelo, 2014).

## Распространение
Встречаются в Южной Америке: Бразилия (вероятно, также встречается в амазонской области таких стран, как Венесуэла, Колумбия, Перу).

## Описание
Мелкие богомолы буровато-чёрного цвета (усики чёрные с беловатым апикальным концом, лапки коричневатые, голова блестящая чёрная с крупными глазами), длина тела около 1 см: самцы от 11,3 до 11,6 мм, самки — от 10,7 до 11,4 мм. Длина головы: 2 мм (самцы) и от 2,4 до 2,6 мм (самки). Мирмекоморфный вид, внешне сходный с муравьями по типу Бейтсовской мимикрии. Её объектом для этого богомола признан агрессивный неотропический муравей вида Neoponera apicalis (Latreille, 1802) (из подсемейства Ponerinae), у которого также светлые кончики усиков. Богомол Mantillica nigricans обладает укороченной широкоовальной переднеспинкой и мирмекоморфными чертами строения у нимф и самок. Отмечен половой диморфизм: самки бескрылые, самцы крылатые (длина крыльев около 1 см), брюшко самок округло-яйцевидное как у муравьёв, а у самцов — цилиндрическое.

## Систематика
Вид Mantillica nigricans был впервые описан в 1889 году английским энтомологом Джоном Вествудом (1805—1893) по типовому экземпляру (самцу), собранному натуралистом Генри Бейтсом (Henry Walter Bates; 1825—1892) во второй половине XIX века в ходе его легендарного путешествия по Бразилии и включён в состав рода Mantillica. Ранее в нём числились три вида, включая Mantillica beieri Kaltenbach, 1957 и Mantillica sialidea Westwood, 1889. Последний вид в ходе ревизии 2014 года (Agudelo, 2014) был исключён из состава рода Mantillica и перенесён в состав рода Thrinaconyx Saussure. Ранее было подтверждено включение вида Mantillica beieri Kaltenbach, 1957 в состав рода Mantoida Newman, 1838 (Mantoididae). Разными специалистами род включался в состав различных триб и подсемейств: Mantinae, Pseudomiopteriginae, Pseudomioteriygini, Thespinae, Oligonicinae, Pogonogasterini. Повторно вид Mantillica nigricans был обнаружен лишь спустя более чем сто лет (Agudelo, 2014), когда впервые были описаны представители женского пола этого богомола (самки оказались бескрылыми и мирмекоморфными).